# Arheološki muzej u Dubrovniku
Arheološki muzej u Dubrovniku nema stalni prostor ni postav. Muzeju su na korištenje privremeno dodijeljene prostorije s manjom priručnom bibliotekom. Građa muzeja podijeljena je za sada u sedam zbirki.

## Zbirke

### Prethistorijska zbirka
Ova zbirka sadrži razne predmete od ranog neolita do razdoblja mlađeg željeznog doba, a osobito se ističe velika keramička građa s istraživanja u špilji Gudnji kraj Stona, koja još nije objavljena.

### Antička zbirka
Predmeti zbirke svjedoče o rimskoj nazočnosti na istočnojadranskoj obali i najvećim dijelom potječu iz agera antičkoga Epidaura, agrarne kolonije osnovane za vladavine Augusta, a današnjeg Cavtata.
Najbrojniji su keramički ulomci posuda i amfora, slijede ih fragmenti kamene arhitektonske plastike i sepulkralnih spomenika, a manji broj su stakleni, metalni i koštani predmeti.
Od kamenih spomenika ističu se nadgrobne stele, skulptura Minerve, glava satira, glava bradatog muškarca (cara), starokršćanski kapiteli i menza. 
Sitni keramički, stakleni, metalni i koštani predmeti svjedoci su svakodnevnoga, duhovnoga i zagrobnog života.
Muzej je istražio najznačajniji komunalni ostatak antičkog Epidaura, akvedukt Vodovađa – Cavtat, za kojega se izgradnju predlaže vrijeme kad je upraviteljem Dalmacije bio P. C. Dollabela (od 14. do 20. god.), za careva Augusta i Tiberija. Jedan od dva nepotpuna natpisa iz Cavtata, koji ga spominju, govore o većoj građevinskoj djelatnosti koju je izvela VI. kohorta. Na poluotoku Sustjepanu u Cavtatu istraživanja su iznjedrila temelje antičke gradogradnje.

### Ranosrednjovjekovna zbirka
Najveći dio ove zbirke su kameni spomenici koji su nekada pripadali interijeru brojnih benediktinskih crkava u Dubrovniku i njegovoj okolici. Čine ih dijelovi crkvenog namještaja i arhitektonske plastike predromaničkoga i ranoromaničkog sloga a datirani su od 8. do 12. stoljeća. Ukrašeni su najčešće karakterističnim pleternim kompozicijama i geometrijsko biljnim motivima u plitkom reljefu, a samo su rijetki s latinskim natpisima koji se, s obzirom na umetnuta slova grčkog alfabeta, datiraju u 9. stoljeće i odaju utjecaj Bizanta. U Dubrovniku je djelovala kvalitetna klesarska škola s radionicama i vrsnim majstorima klesarima.
Najbrojniji i najkvalitetniji su nalazi iz crkve sv. Petra Velikog iz istoimenoga seksterija. Najreprezentativniji dio fundusa može se razgledati na privremenoj izložbi Ranosrednjovjekovna skulptura u tvrđavi Revelin.  U zbirci su još i dijelovi nakita i crkvenog pribora.
U okviru projekta Hrvati Crvene Hrvatske, korijeni, pokrštavanje i življenje do kraja srednjega vijeka, upriličene su dvije izložbe: Konavle – srednjovjekovna groblja i  Arheološka baština Župe dubrovačke, na kojima su prvi put javnosti predstavljeni konavoski i novopronađeni župski glagoljični zapisi iz 11. stoljeća.
Zbirka sadrži sljedeće eksponate:
- Ulomak propovjedaonice - ukrašena kamena ploča od vapnenca iz 10. ili 11. stoljeća,
- Plutej - mramorni plutej iz 10. ili 11. stoljeća,
- Tranzena - izdubljena i ukrašena ploča od vapnenca iz 10. ili 11. stoljeća.

### Od 13. stoljeća do potresa 1667. godine
Zbirka sadrži razno posuđe i metalne predmete koji su otkriveni tijekom arheoloških istraživanja prije radova na restauraciji i obnovi stare gradske jezgre grada Dubrovnika i pojedinih spomenika u okolici grada nakon potresa 1979. godine. Neki od eksponata:
- Gospa s djetetom - Kip Gospe koja s djetetom u krilu sjedi na prijestolju. Izrađen je iz vapnenca u 13. stoljeću,

### Zbirka Vaza
Muzejska zbirka vaza se sastoji od dvije zbirke koje je muzej krajem prošlog stoljeća dobio kao donacije. Pbirka kasnogeometrijskog stila je porijeklom s Cipra, a druga crvenofiguralna iz Kampanije. U muzeju se nalazi i nekoliko korintskih vaza za koje se pretpostavlja da su nađene na otoku Korčula. Ove zbirke još nisu objavljene.

### Egipatska zbirka
Zbirka ima dvjesto trideset i osam predmeta i druga je po veličini u Hrvatskoj. Nastala je darovanjima Domorodnome muzeju koncem 19. stoljeća, a među poznatim donatorima su braća Amerling, Tonko Kurajica i Ivo Nardeli. Petorica braće Amerling bili su veliki dobročinitelji i donatori, a Frano i Nikola su 1872. Muzeju, među ostalim predmetima, darovali i zbirku staroegipatskih predmeta. Stručna je ekspertiza pokazala da je najveći broj njih autentičan, i datirani su od III. međurazdoblja (1069. – 664. pr. Kr.) preko saitskog  (664. – 525. pr. Kr.) do kasnog razdoblja (525. – 322. pr. Kr.) te u helenističko (322. – 30. pr. Kr.) i rimsko razdoblje (30. pr. Kr. – 395.).
Prevladavaju amuleti, kipići božanstava, skarabeji i nakit. Osobito su vrijedne ušabti-figurice i amuleti s raznovrsnim prikazima; primjerice: trojstva, dva pera, oka, patuljka ili, najpopularniji među njima, skarabeji. Među predmetima je i mumija sastavljena od dijelova više ljudskih tijela, a trup joj je načinjen od slame. Vješta je to kreacija ilegalnih trgovaca iz 19. stoljeća, u vrijeme velikog zanimanja kolekcionara i muzeja za predmete egipatske civilizacije.

### Numizmatička zbirka
Zbirku čini više stotina primjeraka metalnoga novca i medalja, počevši od grčko-ilirskog novca, rimskoga republikanskog i carskog novca, te bizantskoga, do turskog i novca koji je kovala Dubrovačka Republika. Dio fonda zbirci je doniran, pojedini primjerci su prikupljeni arheološkim istraživanjima u Dubrovniku i široj okolici, a najviše je nalaza dalo istraživanje dubrovačke Katedrale.

## Vanjske poveznice
- Arheološki muzej u Dubrovniku  Arhivirana inačica izvorne stranice od 1. veljače 2011. (Wayback Machine)